# Dream Team (justice)
La Dream Team fait référence à l'équipe d'avocats qui a représenté OJ Simpson dans son procès pour le meurtre de son ex-épouse Nicole Brown Simpson et de son ami Ronald Goldman.